# Tony Burton
Anthony „Tony“ Burton (* 23. März 1937 in Flint, Michigan; † 25. Februar 2016 in Menifee, Kalifornien) war ein US-amerikanischer Schauspieler.

## Leben
Schauspielerische Tätigkeit
Burton wirkte in 87 Filmen bzw. Serien mit. So war er unter anderem in den Serien Kojak – Einsatz in Manhattan, Detektiv Rockford – Anruf genügt, Quincy, T. J. Hooker, Das A-Team, Airwolf oder Twin Peaks zu sehen. Bekannt wurde er hauptsächlich in der Rolle des Tony „Duke“ Evers an der Seite von Sylvester Stallone in der Rocky-Filmreihe. In dem Streifen Hook spielte er neben Dustin Hoffman, Robin Williams und Julia Roberts eine kleinere Nebenrolle.
Sportliche Aktivitäten
- Im Alter von siebzehn Jahren war Burton ein erfolgreicher Footballspieler im All City und im All Valley Team.
- 1955 und 1957 nahm Tony Burton am Flint Golden Gloves Boxing Championship teil. 1957 wurde er Amateurmeister in dieser Klasse.
- Von 1958 bis 1959 war Burton Profiboxer. Er beendete seine Karriere mit einer Bilanz von 4 Siegen (2 K. o.) und 3 Niederlagen (3 K. o.).[2]

Burton verbüßte zwischen seiner kurzen Karriere als Boxer und seiner Tätigkeit als Schauspieler eine längere Gefängnisstrafe wegen Raubes, durch die sich ihm nach eigener Aussage in mehrfacher Hinsicht neue Lebensperspektiven eröffneten.

## Filmografie (Auswahl)
- 1974: The Black Godfather
- 1974: Kojak – Einsatz in Manhattan (Kojak, Fernsehserie, 1 Folge)
- 1975: Baretta (Fernsehserie, 1 Folge)
- 1976: Der schwarze Fluss (The River Niger)
- 1976: Keine Gnade, Mister Dee! (Trackdown)
- 1976: Assault – Anschlag bei Nacht (Assault on Precinct 13)
- 1976: Delvecchio (Fernsehserie, 3 Folgen)
- 1976: Rocky
- 1977: Die Zwei mit dem Dreh (Switch, Fernsehserie, 1 Folge)
- 1977: Der Sechs-Millionen-Dollar-Mann (The Six Million Dollar Man, Fernsehserie, 1 Folge)
- 1977: Detektiv Rockford – Anruf genügt (The Rockford Files, Fernsehserie, 1 Folge)
- 1977: Helden von Heute (Heroes)
- 1978: Blackjack
- 1979: Der unglaubliche Hulk (The Incredible Hulk, Fernsehserie, 1 Folge)
- 1979: Rocky II
- 1980: Shining (The Shining)
- 1980: Jeder Kopf hat seinen Preis (The Hunter)
- 1980: Zwei wahnsinnig starke Typen (Stir Crazy)
- 1980: Max’s Bar (Inside Moves)
- 1981: CHiPs (Fernsehserie, 1 Folge)
- 1981: Quincy (Quincy, M.E., Fernsehserie, 1 Folge)
- 1982: Bret Maverick (Fernsehserie, 2 Folgen)
- 1982: Rocky III – Das Auge des Tigers (Rocky III)
- 1982: T. J. Hooker (Fernsehserie, 1 Folge)
- 1982: Der Spielgefährte (The Toy)
- 1982, 1986: Ein Colt für alle Fälle (The Fall Guy, Fernsehserie, 2 Folgen)
- 1984: Das A-Team (The A-Team, Fernsehserie, 1 Folge)
- 1985: Das Model und der Schnüffler (Moonlighting, Fernsehserie, 1 Folge)
- 1985: Fäuste aus Stahl (Heart of a Champion: The Ray Mancini Story, Fernsehfilm)
- 1985: Hinter dem Jenseits (Beyond Reason)
- 1985: Rocky IV – Der Kampf des Jahrhunderts (Rocky IV)
- 1986: Airwolf (Fernsehserie, 1 Folge)
- 1986: Zwei unter Volldampf (Armed and Dangerous)
- 1986: Verwegene Hunde (Oceans of Fire, Fernsehfilm)
- 1987–1988: Frank’s Place (Fernsehserie, 18 Folgen)
- 1990: In der Hitze der Nacht (In the Heat of the Night, Fernsehserie, 1 Folge)
- 1990: College Fieber (A Different World, Fernsehserie, 1 Folge)
- 1990: Atemloser Sommer (Side Out)
- 1990: Rocky V
- 1991: Twin Peaks (Fernsehserie, 1 Folge)
- 1991: House Party 2
- 1991: Alles Okay, Corky? (Fernsehserie, eine Folge)
- 1991: Hook
- 1992: Martial Law 3 – Tödliches Komplott (Mission of Justice)
- 1993: Renegade – Gnadenlose Jagd (Renegade, Fernsehserie, 1 Folge)
- 1995: Entführt – Ein Fan läuft Amok (Private Obsession)
- 1996: Flipping
- 1996: New York Cops – NYPD Blue (NYPD Blue, Fernsehserie, 1 Folge)
- 1996: Poltergeist – Die unheimliche Macht (Poltergeist: The Legacy, Fernsehserie, 1 Folge)
- 1996: Chicago Hope – Endstation Hoffnung (Chicago Hope, Fernsehserie, 1 Folge)
- 1998: Die glorreichen Sieben (The Magnificent Seven, Fernsehserie, 1 Folge)
- 2000: Ready to Rumble (Knockout)
- 2003: Shade
- 2003: Exorcism
- 2005: Das Ende – Assault on Precinct 13 (Assault on Precinct 13)
- 2006: Rocky Balboa
- 2007: Boxing Bloopers (Kurzfilm)
- 2007: Hack! – Wer macht den letzten Schnitt? (Hack!)